# شاهدخت بئاتریس پادشاهی متحده
شاهدخت بئاتریس پادشاهی متحده (به انگلیسی: Princess Beatrice of the United Kingdom) (۱۴ آوریل ۱۸۵۷ – ۲۶ اکتبر ۱۹۴۴) پنجمین فرزند دختر و کوچک‌ترین فرزند ملکه ویکتوریا و شاهزاده آلبرت بود. او همچنین در زمان مرگ آخرین فرزند زنده ملکه ویکتوریا بود. دوران کودکی او همزمان با عزاداری ملکه برای درگذشت شاهزاده آلبرت بود و به این دلیل ملکه ویکتوریا وابستگی خاصی به بئاتریس داشت، به طوری که تا مدت‌ها هر پیشنهاد ازدواجی برای او را رد می‌کرد.
بئاتریس درنهایت تصمیم به ازدواج با شاهزاده هنری باتنبرگ، فرزند شاهزاده الکساندر هسن و راین و کنتس جولیا هاوکه گرفت و بعد از نزدیک یک سال موفق شد موافقت مادرش را برای این ازدواج جلب کند. موافقت ملکه ویکتوریا با این ازدواج با این شرط بود که بئاتریس و هنری همچنان نزد او زندگی کنند. بئاتریس از این ازدواج چهار فرزند داشت. ده سال بعد از ازدواج، هنری در اثر ابتلا به مالاریا درگذشت. بئاتریس تا زمان مرگ ملکه ویکتوریا در سال ۱۹۰۱ نزد او زندگی کرد و بعد از مرگ ملکه مدت ۳۰ سال را صرف ویرایش یادداشت‌های روزانه ملکه کرد. بئاتریس در سن ۸۷ سالگی درگذشت و جسد او در کنار همسرش در جزیره وایت دفن شد.